# Ses Talaies de Can Xim
Ses Talaies de Ca'n Xim o Talaiots de Cascanar són un conjunt prehistòric integrat per dos talaiots de planta quadrada i dos recintes adossats a un d'aquests. La unitat està situada a poca distància del poblat prehistòric de Cascanar, en el municipi de Sencelles a l'illa de Mallorca. La construcció del talaiot sud (l'únic excavat) es va produir, segons els treballs realitzats per Aramburu-Zabala, a la primera meitat del segle ix aC i l'ús original finalitzà abans d'acabar el segle vi aC. Sembla que es tracta d'un centre cerimonial vinculat al poblat immediat. No s'han trobat proves d'un ús com habitatge.

## Localització
El conjunt es troba a molt poca distància del poblat prehistòric de Cascanar. L'accés és pel camí des Campàs, a 200 m del llogaret de Cascanar. Es troba a uns 2,8 km del centre de Sencelles. Els talaiots es troben en una situació lleugerament elevada, sobre una zona de camps conrats. L'entorn físic està constituït per camps de terra rossa i sòls marró rogencs amb horitzons de crosta calcària. Des del talaiot sud (costat sud-oest) es veuen els camps de conreu separats per bardisses vegetals ocupades per ullastres i mates. Tal vegada el paisatge del I mil·lenni a.C. no era essencialment diferent: camps de cereals (ordi i blat com es comprova en els estudis de floració ressenyats per Aramburu), residus de paisatge forestal (ullastrar) amb la presència d'alguns testimonis de climes més humits (lledoners) o de vegetació de ribera de torrent. La comunitat vegetal climax havia estat l'alzinar i/o l'ullastrar, amb una degradació important i primerenca, ja que el lloc va ser molt antropitzat des de períodes antics, com demostren les anàlisis de pol·len. Els recursos hídrics més pròxims són el Torrent de Pina (a 20 metres) i el Pou de Cascanar a 400 metres de Cascanar pel Camí dels Horts)

## Posició respecte a altres jaciments
Des del conjunt de ses Talaies de Can Xim sols es pot veure el poblat talaiòtic de Cascanar també conegut com es Cementeri des Moros, al nord del camí des Campàs. Altres jaciments propers són el Talaiot de Can Florit a 500 m. al nord del poblat, el poblat de Binifat a 1.500 m., el poblat des Pujol a 2.000 m., el poblat de Son Fred a 2.000 m. i el poblat des Velar des Cuitor a 2.000 m.

## Grau de conservació i potencialitat per a la visita
Tota l'àrea del conjunt prehistòric fa uns 600 m2 i l'altura màxima dels dos talaiots volta els 2,8 metres aproximadament. Per tant, les estructures bàsiques del monument es troben en un relatiu bon estat de conservació i les seves miden tenen una monumentalitat evident.
El talaiot nord, sense excavar, es troba cobert de vegetació. D'altra banda el jaciment no està senyalitzat. Aplicant els criteris establerts per Albero, D., Calderon, Ma., Calvo, M. i Gloaguen, E. per a definir el grau de conservació d'un jaciment s'obté una classificació de 2,7 sobre una puntuació màxima de 5.
L'únic perill per aquest element patrimonial de la prehistòria balear pot venir d'actuacions antròpiques “dures” vinculades al canvi de l'ús agrari de les parcel·les cap a usos d'oci o residencials. De fet el talaiot nord està voltat d'un mur de pedra seca modern. També s'observa una massa de pedra acaramullada a l'exterior que sembla el fruit dels treballs d'escurada del talaiot sud amb motiu de la seva excavació.
La bona preservació de les dues estructures constructives dels talaiots quadrats confereix un bon nivell de monumentalitat al conjunt. La seva potencialitat es veu augmentada per les excavacions duites a terme el 1997 i les publicacions que se n'han derivat.
La inclusió del jaciment en diverses guies i itineraris en facilita la seva visita, emmarcada dins la coneixença del passat històric de Mallorca.
Tot i això, es fa necessària l'aprovació per part de l'Ajuntament de Sencelles del Catàleg del Patrimoni Històric del municipi i d'una proposta d'accessibilitat i visita pública. També s'hauria de realitzar una bona senyalització de tot el conjunt per a facilitar-ne la visita i interpretació.

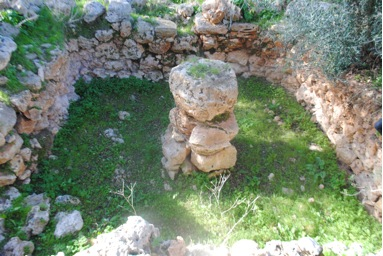
Talaiot sud

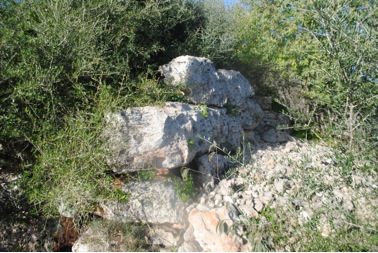
Part del Talaiot Nord cobert per la vegetació

## Descripció
El conjunt està integrat per dos talaiots de planta quadrada. El talaiot sud té dos recintes adossats.

### Talaiot nord
És un talaiot de planta quadrangular, format per pedres de mida ciclòpia, d'uns 11 metres de costat i 2,8 metres d'alçària màxima. Té una porta de 2 metres d'alçària i 1,1 metre d'ampla, amb un magnífic dintell, orientada a 260 º. El corredor adopta forma sinuosa
El talaiot nord no es troba netejat i la vegetació el cobreix parcialment.
Evidentment, la construcció és ciclòpia com pertoca al període talaiòtic i en la seva edificació hi devien intervenir elements religiosos i politicoculturals que expressen l'existència d'una estratificació social.

### Talaiot sud
El talaiot sud és molt semblant al talaiot nord i té unes dimensions de 10,8 metres de costat, amb una alçària màxima d'uns 2,8 metres. La porta també és sinuosa però amb una orientació cap al sud-est que contrasta amb la del talaiot nord i que, en una primera anàlisi, havia de tenir tres efectes: fer invisible l'interior des de l'exterior -i a la inversa-, reduir l'entrada de llum i fer-ne més fàcil la defensa.
La columna de la cambra central presenta un bon estat estat després de l'excavació i neteja de la unitat. S'observa nítidament la planta quadrada i els acabats interiors dels murs perimetrals. Aramburu assenyala que a l'excavació s'hi trobaren diversos troncs cremats que encara mantenien la forma radial amb relació a la columna. També es trobaren restes d'un trispol de lloses. Tals elements constructius fan pensar en una coberta en terrassa aguantada per fustes.
En el parament interior del mur perimetral del talaiot sud de Cascanar es veu molt bé la forma de volta de la paret que, per aproximació de filades des de cada costat, va reduint la distància amb relació a la columna central i, per tant, fent més fàcil la cobertura superior de l'edificació.

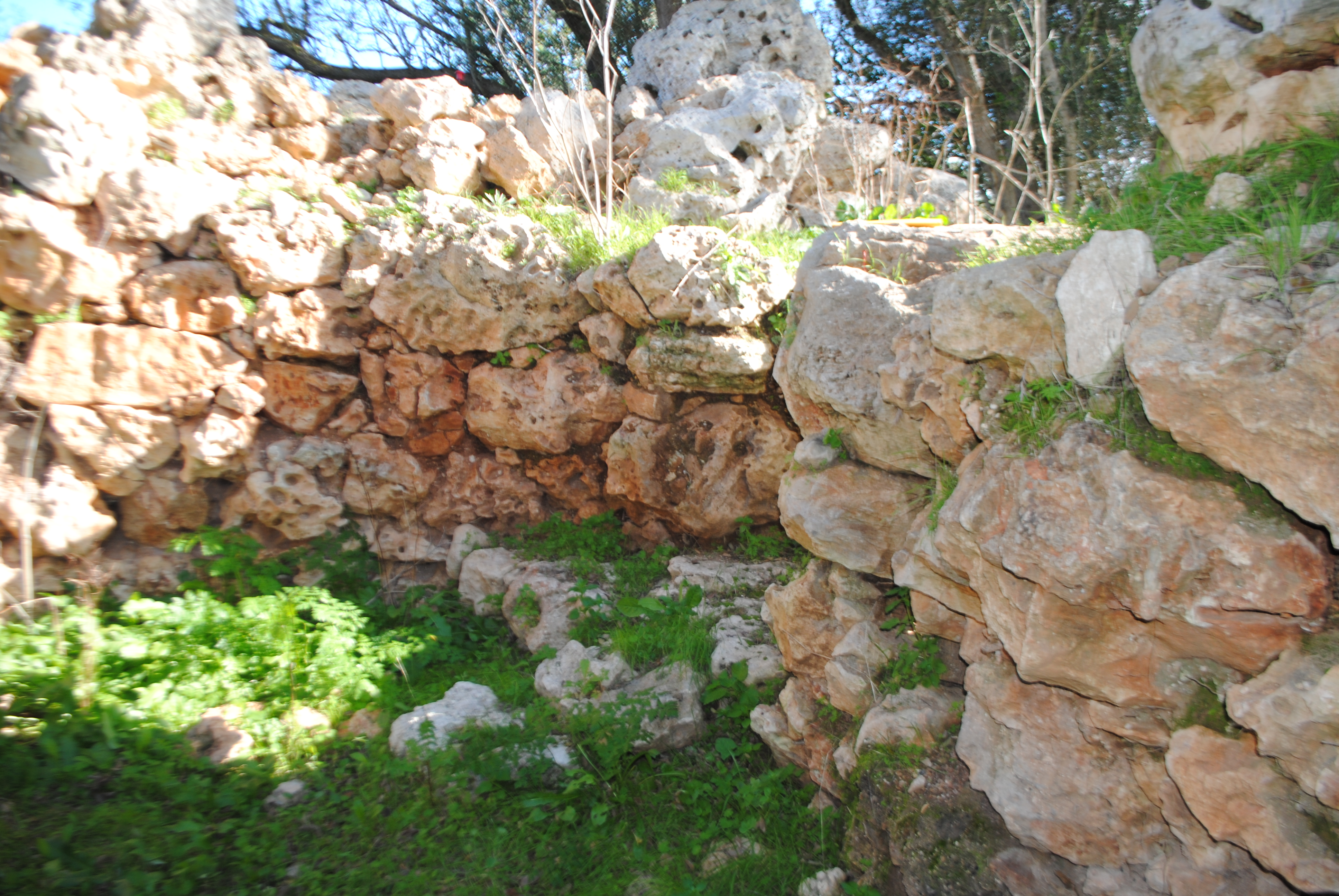
Mur del talaiot sud

### Recinte adossat R2
Es tracta d'un recinte adossat a la façana sud-est del talaiot sud, amb porta desplaçada respecte a la del talaiot annex. Un mur interior separava aquest àmbit en dos espais. Les seves dimensions són de 10,8 x 3 metres, amb una alçària màxima de 2 metres.

### Recinte adossat 3
És un altre recinte adossat a la façana sud-oest del talaiot sud, construït amb una tècnica constructiva parcialment ciclòpia en el mur nord-oest. Es varen emprar pedres mitjanes en el parament sud-est. Les seves dimensions són de 10 x 3 metres, amb una alçària màxima de 2 metres.

## Marc cronològic
A través dels treballs d'excavació duits a terme per Aramburu-Zabala disposam de tres datacions que ens indiquen que la construcció del talaiot sud és posterior a 1026 aC. La talla dels troncs de la coberta es degué produir entre 901 i 841 aC. El darrer ús de la cambra central es degué produir abans de 530 aC (datació d'un os d'herbívor). Aramburu conclou que els habitants del poblat de Cascanar decidiren construir el talaiot a la primera meitat del s. IX aC i l'ús original finalitzà abans del final del s. VI aC.
El recinte R2 del talaiot sud pot ser contemporani de l'ús primigeni del talaiot a jutjar de les restes ceràmiques. El recinte 3 del talaiot sud sembla d'una fase posterior postalaiòtica. Per la tipologia constructiva idèntica hem de situar la construcció del talaiot nord en un període similar.

## Interpretació del jaciment
Tot indica, a partir dels treballs de Javier Aramburu-Zabala, que aquests talaiots varen ser edificats pels habitants del poblat de Cascanar amb una funció ritual i cerimonial. L'ús funerari es troba avalat per la troballa de l'esquelet d'una dona. En canvi, l'ús com a lloc d'habitatge no està corroborat per les restes trobades a les excavacions. De tota manera caldria excavar la resta del jaciment per tal de poder establir una interpretació més consistent.